# Pădurea Braniștea Catârilor
Pădurea Braniștea Catârilor este o arie protejată de interes național ce corespunde categoriei a IV-a IUCN (rezervație naturală de tip forestier) situată în județul Olt, pe teritoriul administrativ al comunelor Obârșia și Ștefan cel Mare.

## Localizare
Aria naturală cu o suprafață de 301,10 hectare se află în partea sud-vestică a județului Olt în Câmpul Leu-Rotunda din nord-vestul Câmpiei Olteniei, la limita teritorială cu județul Dolj.

## Descriere
Rezervația naturală suprapusă sit-ului Natura 2000 - Braniștea Catârilor a fost declarată arie protejată prin Legea Nr.5 din 6 martie 2000 (privind aprobarea Planului de amenajare a teritoriului național - Secțiunea a III-a - zone protejate) și reprezintă zonă împădurită din sud-vestul Câmpiei Romanațiului cu rol de protecție pentru specii arboricole de stejar brumăriu (Quercus pedunculiflora) și stejar pufos (Quercus pubescens), stejar balcanic (Quercus virgiliana) cu înălțimi cuprinse între 25 și 28 de metri.

## Biodiversitate
Rezervația naturală dispune de două tipuri de habitate, astfel: vegetație de silvostepă eurosiberiană cu specii de stejar (stejar brumăriu, stejar pufos și stejar balcanic) și zone cu tufărișuri de foioase ponto-sarmatice.

### Floră

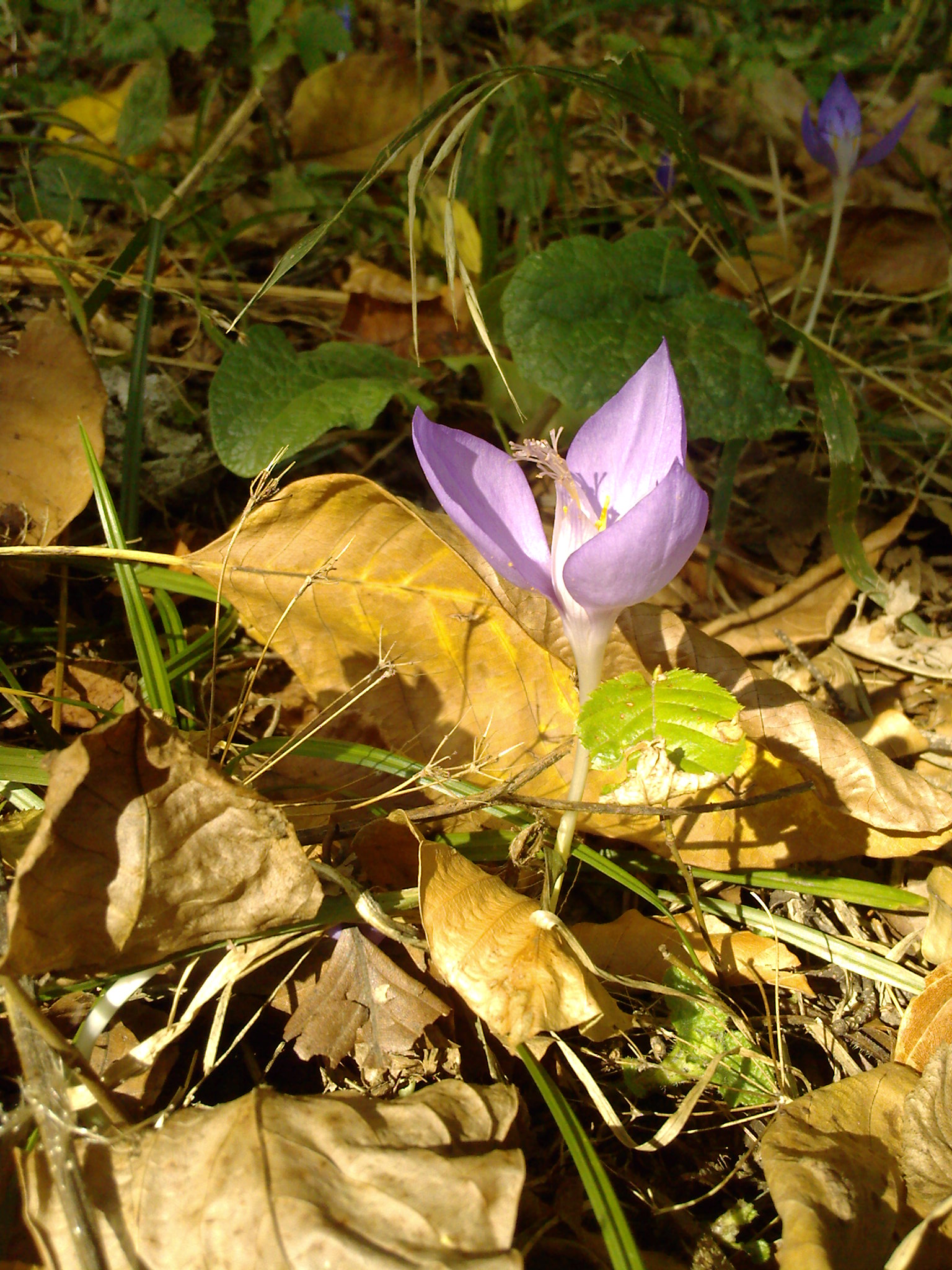
Brânduşă de toamnă (Crocus banaticus)

Stejarul vegetează în asociere cu specii de salcâm (Robinia pseudoacacia), arțar (Acer pseudoplatanus), tei pucios (Tilia cordata), frasin (Fraxinus), precum și cu specii de arbusti cu exemplare de păducel (Crataegus monogyna), mur (Rubus fruticosus), porumbar (Prunus spinosa) sau măceș (Rosa canina). 
La nivelul ierburilor sunt întâlnite specii floristice de silvostepă cu elemente de: sadină (Chrysopogon gryllus), iarbă bărboasă (Andropogon gerardii), păiuș roșu (Festuca rubra), firuță (Poa pratebsis), valeriană (Valeriana officinalis), peliniță (Artemisia annua), timoftică (Phleum pratense), brândușă galbenă (Crocus moesicus) sau brândușă de toamnă (Crocus banaticus).